# هرمان زوتنبرگ

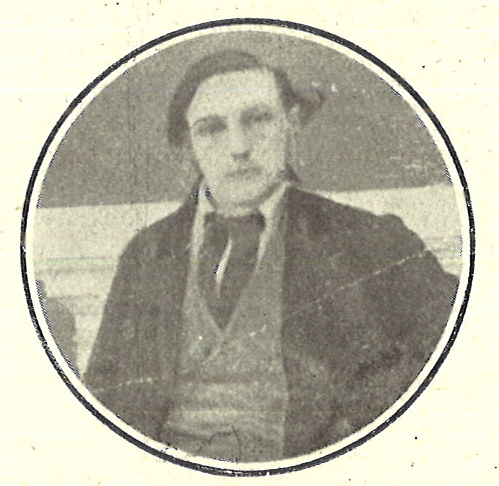
نگاره‌ای از هرمان زوتنبرگ، خاورشناس فرانسوی

هرمان زوتنبرگ (به فرانسوی: Hermann Zotenberg)(زادهٔ ۱۸۶۳- مرگ ۱۸۹۴) خاورشناس و عربی‌دان اهل فرانسه بود. او برای کتابخانه ملی فرانسه در پاریس کار می‌کرد. مشهورترین اثر او ویرایش کتاب تاریخ طبری است که میان سال‌های ۱۸۶۷ تا ۱۸۷۱ به کار بر روی آن پرداخت. زوتنبرگ به فارسی علاقه‌مند و بر این زبان تسلط داشت.

## اثرها
- تاریخ طبری (ترجمه تاریخ بلعمی از فارسی به فرانسه)
- تاریخ ژان اسقف قبطی نیکیو، دربارهٔ تاریخ مصر پیش و در هنگام تازش عرب‌ها
- فهرست دستنوشته‌های عربی، ۱۸۸۳–۱۸۹۵
- فهرست دستنوشته‌های عربی و صابئی، ۱۸۷۴
- ترجمهٔ تاریخ ملوک عجم ثعالبی
- فتوحات عرب‌ها و باخترگت‌ها در فرانسه
- تاریخ علاءالدین، ۱۸۸۸